# Castlevania: The Adventure
 (novembre 2024).
Si vous disposez d'ouvrages ou d'articles de référence ou si vous connaissez des sites web de qualité traitant du thème abordé ici, merci de compléter l'article en donnant les références utiles à sa vérifiabilité et en les liant à la section « Notes et références ».
Castlevania: The Adventure (ドラキュラ伝説, Dorakyura Densetsu, Dracula Legend) est un jeu vidéo d'action et de plates-formes sorti en 1989 sur Game Boy. Le jeu a été développé et édité par Konami.
Il s'agit du premier jeu de la licence Castlevania sur Game Boy. Castlevania: The Adventure a été réédité en 1997 au Japon dans la collection Konami GB Collection, sortie en 2000 en Europe. Un remake nommé Castlevania: The Adventure ReBirth est sorti en 2010 sur Wii sur la plateforme d'émulation WiiWare. Le jeu original est également inclus dans Castlevania Anniversary Collection, sorti en 2019.

## Histoire
Cent ans ont passé depuis la première défaite de Dracula contre Trevor Belmont et ses alliés. Synopsis régulier des opus de l'époque, le comte vampirique est ressuscité et son château hante les plaines de Transylvanie. Il incombe alors à Christopher Belmont, descendant de Trevor Belmont, d'éradiquer cette menace qui pèse sur toute l'humanité.
Après une âpre traversée du château, Christopher parvient jusqu'à Dracula et finit par l'éliminer. Comme à chaque fin d'un Castlevania, le château tombe en ruine. Mais après le déroulement des crédits et le départ de Christopher, une chauve-souris géante surgit des ruines, indiquant le retour prochain du comte.

## Système de jeu
Le jeu est composé de quatre niveaux remplis d'ennemis et de pièges. Le joueur contrôle Christopher Belmont, un célèbre chasseur de vampires armé du Vampire Killer, le fouet du clan Belmont. Chaque niveau est découpé en plusieurs tableaux et offre en général trois points de passage (checkpoint) : un au tout début du niveau, un vers la moitié et un juste avant le boss du niveau.
Le déroulement de ce Castlevania diffère en de nombreux points des autres volets de la série à la même époque, et tout spécialement le premier Castlevania qui pose les bases.
En effet, à la différence de l'ensemble des volets de la série, le héros ne dispose d'aucune arme secondaire, mais en collectant deux améliorations du fouet, il peut projeter des boules de feu. Cependant, chaque fois qu'il est touché, le fouet de Christopher perd un niveau de puissance, là aussi un cas unique dans la série — habituellement, le fouet ne retrouve son niveau de puissance initial que lorsque le joueur perd une vie.
La disposition générale des niveaux est également différente, les escaliers étant remplacés ici par des cordes. Le niveau trois en particulier est assez atypique pour un jeu Castlevania car il propose des phases de scrolling automatique où le joueur doit fuir un mur de piques.

## Postérité
Castlevania: The Adventure connaîtra une suite directe, Castlevania II: Belmont's Revenge, dont le héros est toujours Christopher Belmont, parti secourir son fils capturé par Dracula.
Le troisième volet de la série sur Game Boy, Castlevania Legends, n'est scénaristiquement pas lié à Castlevania: The Adventure et sa suite, bien qu'il en reprenne les éléments de gameplay.
Quelques références à Castlevania: The Adventure seront évoquées dans d'autres jeux de la série. Dans Castlevania: Harmony of Dissonance, le héros Juste Belmont peut disposer à un moment de son aventure d'un pouvoir nommé « Christopher's Soul » (littéralement « Âme de Christopher » en anglais), lui permettant de projeter des boules de feu avec le fouet.
Le jeu fera également l'objet d'un remake sorti en 2009 sur WiiWare, Castlevania: The Adventure ReBirth. Bien que reprenant le héros Christopher Belmont ainsi que sa capacité unique de lancer des boules de feu avec son fouet, le remake s'appuie davantage sur les volets plus classiques de la série (notamment Castlevania ou Akumajō Dracula X: Chi no rondo) que sur le jeu original.